# Koralno morje
Koralno morje je robno morje zahodnega Tihega oceana ob severovzhodni obali Avstralije. Razprostira se 2000 km vzdolž avstralske obale. Morje je bilo prizorišče bitke v Koralnem morju, večjega spopada v drugi svetovni vojni med vojnimi mornaricami Japonske in ZDA ter Avstralije.
V morju so številni otoki in grebeni ter največji sistem grebenov na svetu, Veliki koralni greben, ki je bil leta 1981 razglašen za UNESCO svetovno dediščino. Vsi predhodni projekti raziskovanja nafte so se na območju Velikega koralnega grebena končali leta 1975 in ribolov je bil omejen na mnogih območjih. Grebeni in otoki Koralnega morja so še posebej bogati s ptičjim in morskim življenjem ter so priljubljena turistična destinacija, med tako domačimi, kot tudi tujimi popotniki.

## Geografija
Na zahodu je morje omejeno z vzhodno obalo Queenslanda in tako vključuje tudi Veliki koralni greben, na vzhodu z Vanuatujem in na severovzhodu približno z južno skrajno točko Solomonovih otokov. Na severozahodu sega do južne obale vzhodne Nove Gvineje in tako vključuje tudi Papuanski zaliv. Na jugu se združi s Tasmanovim morjem, na severu s Solomonovim morjem in s Tihim oceanom na vzhodu. Na zahodu je omejeno z obalo Queenslanda in na severozahodu se skozi Torresovim prelivom poveže z Arafurskim morjem.

### Obseg
Mednarodna hidrografska organizacija opredeljuje meje Koralnega morja tako:

Na severu. Južna obala Nove Gvineje od vhoda v reko Bensbach do otoka Gadogadoa pri svojem severovzhodnem robu, navzdol po tem poldnevniku do črte za sto sežnjev in od tam vzdolž južnih robov grebena Uluma in robov, ki potekajo vzhodno vse do jugovzhodne točke grebena Lawik pri otoku Tagula, od tam črta do južnega roba Renellovega otoka in od njegovega vzhodnega roba do rta Surville, vzhodnega roba otoka San Cristobal; od tam skozi otok Nupani, severozahodno od Svetokriških otokov do najsevernejšega otoka Duffovih otokov.
Na severovzhodu. Od najsevernejšega otoka Duffovih otokov, skozi te otoke do njihovega jugovzhodnega roba, od tam črta do Mere Lava (otočje Vanuatu) in navzdol ob vzhodnih obalah otokov v tej skupini do otoka Anatom na tak način, da so vsi otoki v teh skupinah in ožine, ki jih ločujejo, vključeni v Koralno morje.
Na jugovzhodu. Črta od jugovzhodnega roba otoka Anatom do grebenov Nokanhoui pri jugovzhodnem robu Nove Kaledonije, od tam skozi vzhodno točko Middletonovega grebena do vzhodnega roba Elizabetinega grebena in navzdol po tem poldnevniku do zemljepisne širine 30° južno.
Na jugu. Vzporednik 30° južno vse do avstralske obale.
Na zahodu. Vzhodna meja Arafurskega morja in od tam črta do severozahodnega roba Yorkovortskega polotoka in vzhodna obala Avstralija proti jugu do zemljepisne širine 30° južno.